# Canvi de guió
Canvi de guió o Com s'escriu amor? (originalment en anglès, The Rewrite) és una pel·lícula de comèdia romàntica estatunidenca del 2014 escrita i dirigida per Marc Lawrence. És protagonitzada per Hugh Grant, que interpreta el paper d'un guionista desplaçat que comença a ensenyar a la Universitat de Binghamton, i per Marisa Tomei, com una mare soltera amb qui el guionista troba l'amor. La productora Castle Rock Entertainment va començar a desenvolupar el projecte l'octubre de 2012 i el rodatge va començar a Nova York l'abril de 2013. Canvi de guió es va projectar al Festival Internacional de Cinema de Shanghai el 15 de juny de 2014 i es va estrenar als Estats Units el 13 de febrer de 2015. La pel·lícula va rebre crítiques diverses per part dels experts. El 5 de desembre de 2021, TV3 va estrenar-ne la versió doblada al català central amb el títol de Canvi de guió. També s'ha doblat al valencià per a À Punt amb el nom de Com s'escriu amor?.

## Argument
En Keith va escriure el guió d'una pel·lícula que tothom recorda, però la fama s'ha anat apagant i, com que no troba ningú que el vulgui de guionista, ha d'acceptar una feina de professor en una universitat de l'altra punta del país. Comença a fer classes amb la idea que mirar d'ensenyar a escriure als altres és perdre el temps i no hi posa gens d'interès. De mica en mica, gràcies als estudiants, s'ho comença a passar bé explicant per què escriu i com s'ha de fer un bon guió. Llavors, un dia, li surt l'oportunitat de tornar a Hollywood.

## Repartiment
- Hugh Grant com a Keith Michaels
- Marisa Tomei com a Holly Carpenter
- Bella Heathcote com a Karen Gabney
- Allison Janney com Mary Weldon
- JK Simmons com el Dr. Hal Lerner
- Chris Elliott com a Jim Harper
- Aja Naomi King com a Rosa Tejeda
- Karen Pittman com a Naomi Watkins
- Steven Kaplan com a Clem Ronson
- Annie Q. com a Sara Liu
- Caroline Aaron com a Ellen
- Olivia Luccardi com a Chloe
- Jason Antoon com a Greg Nathan
- Damaris Lewis com a Maya
- Andrew Keenan-Bolger com a Billy Frazier